# 里奇 (密蘇里州)
里奇（英語：Ritchey）是位於美國密蘇里州牛頓縣的村。

## 人口
根據2020年美國人口普查的數據，里奇的面積為0.13平方千米，皆為陸地。當地共有人口66人，而人口密度為每平方千米508人。